# Edmond Vander Straeten
Edmond Vander Straeten (Audenarde, 3 décembre 1826 - Audenarde, 25 novembre 1895) est un juriste, polygraphe et musicologue belge.
Il a étudié le droit et la philosophie à l'Université de Gand et s'est très tôt intéressé à la musique, à l'histoire et à l'archéologie. Il s'installe à Bruxelles en 1857 et devient le secrétaire particulier de François-Joseph Fétis, directeur du Conservatoire royal de Bruxelles, avec lequel il étudie le contrepoint.
Il est critique musical entre 1859 et 1872 et participe à l'inventaire des collections musicales de la Bibliothèque royale de Belgique, notamment comme catalographe, et de celles du Conservatoire royal de Bruxelles.
Il a écrit de nombreux articles pour la Biographie universelle des musiciens de Fétis et fut l'un des premiers wagnérianistes en Europe.
Son œuvre monumentale est La Musique aux Pays-Bas avant le XIXe siècle en 8 volumes, publiés entre 1867 et 1888.

## Œuvres principales
- Recherches sur la musique à Audenarde avant le XIXe siècle, Anvers, 1856.
- Jacques de Goüy, chanoine d'Embrun. Recherches sur la vie et les œuvres de ce musicien du XVIIe siècle, Anvers, 1863.
- La Musique aux Pays-Bas avant le XIXe siècle, documents inédits et annotés, compositeurs, virtuoses, théoriciens, luthiers, opéras, motets, airs nationaux, académies, maîtrises, livres, portraits, etc., 1867-1888, 8 vol.
- Le Théâtre villageois en Flandre, histoire, littérature, musique, religion, politique, moeurs, d'après des documents entièrement inédits, 1874-1880, 2 vol. Disponible en texte intégral sur LillOnum : Tome 1 & Tome 2.
- Les Ménestrels aux Pays-Bas du XIIIe au XVIIIe siècle, leurs gildes, leurs statuts, leurs écoles, leurs fonctions, leurs instruments, leur répertoire, leurs mœurs etc., d'après des documents inédits, Bruxelles, 1878.
- Voltaire musicien, Paris, 1878.
- Lohengrin : instrumentation et philosophie, Paris, 1879, lire en ligne sur Gallica.
- Turin musical, pages détachées : chansons populaires, concerts, théâtres lyriques, critique musicale, wagnérisme, Audenarde, 1880.
- La Musique congratulatoire en 1454, de Dijon à Ratisbonne, Bruxelles, 1898.
- Cinq lettres intimes de Roland de Lassus, Gand, 1891.
- Charles-Quint musicien, Gand, 1894, lire en ligne sur Gallica.